# 网枝竹节柳珊瑚
网枝竹节柳珊瑚（学名：Isis reticulata）一种分布于东南亚热带海域的竹节柳珊瑚。

## 形态特征
群体高约65厘米，基部呈石化坚硬块状，固着于岩石。中轴分节，主干圆柱状；树状分枝，趋向形成一个扇形。末端珊瑚枝细长而稀疏。水螅体在珊瑚枝四周均匀分布，收缩后在皮层上留下一个一个小孔。中轴分节。皮层厚度0.6～0.8毫米，骨针无色，以长腰双球型骨针为主。